# Liệu pháp tiêu sợi huyết
Tan cục huyết, tan huyết khối còn được gọi là liệu pháp tiêu sợi huyết, là sự phá vỡ (ly giải) các cục máu đông (huyết khối) hình thành trong các mạch máu, bằng cách sử dụng thuốc. Nó được sử dụng trong việc chữa trị nhồi máu cơ tim, đột quỵ và tắc mạch phổi rất lớn.
Biến chứng chính là chảy máu (có thể nguy hiểm), và trong một số trường hợp, huyết khối có thể không phù hợp. Huyết khối cũng có thể đóng một phần quan trọng trong liệu pháp tái tưới máu liên quan đến các động mạch bị chặn.

## Sử dụng trong y tế
Bệnh mà tan huyết khối được sử dụng:
- Nhồi máu cơ tim: Các thử nghiệm lớn đã chỉ ra rằng tỷ lệ tử vong có thể giảm khi sử dụng phương pháp tiêu huyết khối (đặc biệt là tiêu sợi huyết) trong điều trị các cơn đau tim.[1] Nó hoạt động bằng cách kích thích tiêu sợi huyết thứ cấp bằng plasmin thông qua truyền các chất tương tự của chất kích hoạt plasminogen mô (tPA), protein thường kích hoạt plasmin.
- Đột quỵ: Huyết khối làm giảm thương tật nặng hoặc tử vong khi được tiêm trong vòng 3 giờ (hoặc thậm chí là 6 giờ) khi khởi phát đột quỵ do thiếu máu cục bộ khi không có chống chỉ định điều trị.[2][3][4]
- Thuyên tắc phổi ồ ạt. Để điều trị thuyên tắc phổi lớn, liệu pháp điều trị bằng ống thông là một biện pháp thay thế an toàn và hiệu quả hơn cho huyết khối toàn thân. Điều này liên quan đến việc tiêm thuốc trực tiếp vào cục máu đông.[5]
- Huyết khối tĩnh mạch sâu nghiêm trọng
- Thiếu máu chân tay cấp tính
- Tràn dịch màng phổi

Ngoài streptokinase, tất cả các thuốc tan huyết khối được dùng cùng với heparin (heparin không phân đoạn hoặc trọng lượng phân tử thấp), thường trong 24 đến 48 giờ.
Trị tan huyết khối thường là dùng tiêm tĩnh mạch. Nó cũng có thể được sử dụng trực tiếp vào mạch máu bị ảnh hưởng trong khi chụp động mạch (huyết khối trong động mạch), ví dụ như khi bệnh nhân bị đột quỵ sau ba giờ hoặc trong huyết khối tĩnh mạch sâu nghiêm trọng (huyết khối hướng ống thông).
Cách trị tan huyết khối được thực hiện bởi nhiều loại chuyên gia y tế, bao gồm bác sĩ X quang can thiệp, bác sĩ phẫu thuật mạch máu, bác sĩ tim mạch, bác sĩ phẫu thuật thần kinh can thiệp và bác sĩ phẫu thuật thần kinh. Ở một số quốc gia như Hợp chủng quốc Hoa Kỳ, các kỹ thuật viên y tế khẩn cấp có thể điều trị huyết khối cho các cơn đau tim trong môi trường tiền sử, theo hướng y tế trực tuyến. Ở các quốc gia có trình độ chuyên môn sâu rộng và độc lập hơn, huyết khối tiền sử (fibrinolysis) có thể được bắt đầu bởi bác sĩ chăm sóc khẩn cấp (ECP). Các quốc gia khác sử dụng ECP bao gồm, Nam Phi, Vương quốc Anh và New Zealand. Huyết khối tiền sử luôn là kết quả của việc tính toán rủi ro của cơn đau tim, rủi ro tan huyết khối và can thiệp mạch vành qua da (pPCI) tiên phát. 